# Los Reyes (métro de Mexico)
Los Reyes est une station de la Ligne A du métro de Mexico, dans les délégations La Paz et État de Mexico.

## Situation sur le réseau

Plan du métro.

Établie en surface, la station Los Reyes de la ligne A du métro de Mexico, est située entre la station Santa Marta, en direction du terminus nord-ouest Pantitlán, et la station terminus sud-est La Paz.

## Histoire
La station ouverte en 1991, doit son nom à sa situation au chef-lieu de la municipalité de La Paz, adjacente à la Ville de Mexico et ayant son siège dans la ville de Los Reyes Acaquilpan. L'endroit abritait jadis un établissement de l'époque aztèque III (1430-1521 de notre ère) au pied du mont dit La Caldera. Lors de l'évangélisation, on y édifia un temple en l'honneur des Rois Mages, d'où son nom. L'icône de la station représente leurs couronnes.